# Heteropogon duncani
Heteropogon duncani är en tvåvingeart som beskrevs av Wilcox 1941. Heteropogon duncani ingår i släktet Heteropogon och familjen rovflugor.
Artens utbredningsområde är Arizona. Inga underarter finns listade i Catalogue of Life.